# Giải bóng đá hạng Nhì Quốc gia 2005
Giải bóng đá hạng Nhì Quốc gia năm 2005 là giải thi đấu bóng đá cấp câu lạc bộ cao thứ 3 trong hệ thống các giải bóng đá Việt Nam (sau Giải bóng đá vô địch quốc gia 2005 và Giải bóng đá hạng nhất quốc gia Việt Nam 2005). Mùa giải này là mùa giải thứ 9 do VFF khởi xướng và quản lý giải đấu. Giải bóng đá hạng nhì 2005 gồm 16 đội, được chia làm 2 bảng. Theo kế hoạch, bảng A gồm 8 đội khu vực phía Bắc-Miền Trung-Cao Nguyên là Quân khu 3, Quảng Ninh, Công nhân Bia Đỏ, Hà Tĩnh, Quân khu 4, Quân khu 5, Đắk Lắk, Lâm Đồng, khai mạc vào ngày 01/07/2005. Bảng B gồm 8 đội khu vực Miền Đông-TP.HCM-Miền Tây là Bình Thuận, Quân khu 7, Thành phố Hồ Chí Minh, Tây Ninh, Bến Tre, Ngói Đồng Tâm Long An, Vĩnh Long, Kiên Giang, khai mạc vào ngày 09/07/2005. Trận Chung kết và trận đấu Play off dự kiến sẽ được tổ chức vào ngày 04/09/2005.

## Điều lệ giải đấu
Giải bóng đá hạng nhì 2005 gồm 16 đội, trong đó 10 đội hạng Nhì năm 2005 và 6 đội bóng mới gia nhập, được chia làm 2 bảng A-B, mỗi bảng có 8 đội bóng. 8 đội bóng tại mỗi bảng sẽ thi đấu theo thể thức vòng tròn 2 lượt đi và về (sân nhà và sân đối phương) để tính điểm xếp hạng. Hai đội xếp thứ nhất và nhì ở mỗi bảng được quyền thi đấu tại giải hạng Nhất QG 2006. Hai đội xếp thứ nhất tại mỗi bảng sẽ bước vào trận chung kết để xác định đội xếp thứ nhất và nhì chung cuộc của giải hạng Nhì 2005. Hai đội xếp thứ ba ở mỗi bảng sẽ đấu thêm một trận trên sân trung gian (trận Play off) để xác định xuất lên hạng còn lại. Như vậy, tổng số có 5 đội sẽ được quyền thi đấu tại giải hạng Nhất 2006 và không đội nào phải xuống thi đấu tại giải hạng Ba 2006.

## Kết quả thi đấu vòng bảng

### Bảng xếp hạng

#### Bảng A
| VT | Đội              | ST | T | H | B  | BT | BB | HS  | Đ  | Giành quyền tham dự                              |
| -- | ---------------- | -- | - | - | -- | -- | -- | --- | -- | ------------------------------------------------ |
| 1  | Quân khu 5       | 14 | 8 | 2 | 4  | 18 | 14 | +4  | 26 | Trận chung kết và thăng hạng lên V.League 2 2006 |
| 2  | Quân khu 4       | 14 | 8 | 1 | 5  | 25 | 21 | +4  | 25 | Thăng hạng lên V.League 2 2006                   |
| 3  | Lâm Đồng         | 14 | 7 | 2 | 5  | 18 | 11 | +7  | 23 | Play-off thăng hạng lên V.League 2 2006          |
| 4  | Công Nhân Bia Đỏ | 14 | 6 | 3 | 5  | 22 | 19 | +3  | 21 |                                                  |
| 5  | Đắk Lắk          | 14 | 6 | 2 | 6  | 19 | 15 | +4  | 20 |                                                  |
| 6  | Than Quảng Ninh  | 14 | 6 | 2 | 6  | 16 | 19 | −3  | 20 |                                                  |
| 7  | Quân khu 3       | 14 | 4 | 2 | 8  | 14 | 22 | −8  | 14 |                                                  |
| 8  | Hà Tĩnh          | 14 | 4 | 0 | 10 | 15 | 26 | −11 | 12 |                                                  |

#### Bảng B
| VT | Đội                   | ST | T | H | B | BT | BB | HS  | Đ  | Giành quyền tham dự                              |
| -- | --------------------- | -- | - | - | - | -- | -- | --- | -- | ------------------------------------------------ |
| 1  | Tây Ninh              | 14 | 7 | 5 | 2 | 25 | 13 | +12 | 26 | Trận chung kết và thăng hạng lên V.League 2 2006 |
| 2  | TP Hồ Chí Minh        | 14 | 8 | 2 | 4 | 21 | 16 | +5  | 26 | Thăng hạng lên V.League 2 2006                   |
| 3  | Quân khu 7            | 14 | 7 | 2 | 5 | 20 | 18 | +2  | 23 | Play-off thăng hạng lên V.League 2 2006          |
| 4  | Kiên Giang            | 14 | 6 | 4 | 4 | 20 | 16 | +4  | 22 |                                                  |
| 5  | Ngói Đồng Tâm Long An | 14 | 5 | 4 | 5 | 20 | 19 | +1  | 19 |                                                  |
| 6  | Bình Thuận            | 14 | 5 | 3 | 6 | 17 | 17 | 0   | 18 |                                                  |
| 7  | Bến Tre               | 14 | 3 | 2 | 9 | 11 | 12 | −1  | 11 |                                                  |
| 8  | Vĩnh Long             | 14 | 3 | 2 | 9 | 6  | 21 | −15 | 11 |                                                  |

#### Bảng xếp hạng tổng
Đây là kết quả xếp hạng chung cuộc cho toàn bộ 16 đội bóng của cả hai bảng A và B sau 14 luọt trận của giai đoạn vòng bảng.

| VT | Bg | Đội                   | ST | T | H | B  | BT | BB | HS  | Đ  | Giành quyền tham dự                              |
| -- | -- | --------------------- | -- | - | - | -- | -- | -- | --- | -- | ------------------------------------------------ |
| 1  | B  | Tây Ninh              | 14 | 7 | 5 | 2  | 25 | 13 | +12 | 26 | Trận chung kết và thăng hạng lên V.League 2 2006 |
| 2  | B  | TP Hồ Chí Minh        | 14 | 8 | 2 | 4  | 21 | 16 | +5  | 26 | Thăng hạng lên V.League 2 2006                   |
| 3  | A  | Quân khu 5            | 14 | 8 | 2 | 4  | 18 | 14 | +4  | 26 | Trận chung kết và thăng hạng lên V.League 2 2006 |
| 4  | A  | Quân khu 4            | 14 | 8 | 1 | 5  | 25 | 21 | +4  | 25 | Thăng hạng lên V.League 2 2006                   |
| 5  | A  | Lâm Đồng              | 14 | 7 | 2 | 5  | 18 | 11 | +7  | 23 | Play-off thăng hạng lên V.League 2 2006          |
| 6  | B  | Quân khu 7            | 14 | 7 | 2 | 5  | 20 | 18 | +2  | 23 | Play-off thăng hạng lên V.League 2 2006          |
| 7  | B  | Kiên Giang            | 14 | 6 | 4 | 4  | 20 | 16 | +4  | 22 |                                                  |
| 8  | A  | Công Nhân Bia Đỏ      | 14 | 6 | 3 | 5  | 22 | 19 | +3  | 21 |                                                  |
| 9  | A  | Đắk Lắk               | 14 | 6 | 2 | 6  | 19 | 15 | +4  | 20 |                                                  |
| 10 | A  | Than Quảng Ninh       | 14 | 6 | 2 | 6  | 16 | 19 | −3  | 20 |                                                  |
| 11 | B  | Ngói Đồng Tâm Long An | 14 | 5 | 4 | 5  | 20 | 19 | +1  | 19 |                                                  |
| 12 | B  | Bình Thuận            | 14 | 5 | 3 | 6  | 17 | 17 | 0   | 18 |                                                  |
| 13 | A  | Quân khu 3            | 14 | 4 | 2 | 8  | 14 | 22 | −8  | 14 |                                                  |
| 14 | A  | Hà Tĩnh               | 14 | 4 | 0 | 10 | 15 | 26 | −11 | 12 |                                                  |
| 15 | B  | Bến Tre               | 14 | 3 | 2 | 9  | 11 | 12 | −1  | 11 |                                                  |
| 16 | B  | Vĩnh Long             | 14 | 3 | 2 | 9  | 6  | 21 | −15 | 11 |                                                  |

1. ↑  Với tư cách là đội bóng đứng đầu bảng B.
2. 1 2  Với việc là đội bóng đứng thứ nhì mỗi bảng đấu.
3. ↑  Với tư cách là đội đứng đầu bảng A.
4. ↑  Với việc là đội bóng đứng thứ ba mỗi bảng đấu.

### Kết quả thi đấu

#### Bảng A
| Lượt đi             | Lượt đi     | Lượt đi | Trận             | Trận | Trận             | Lượt về | Lượt về    | Lượt về             |
| ------------------- | ----------- | ------- | ---------------- | ---- | ---------------- | ------- | ---------- | ------------------- |
| Ngày                | Sân         | Tỷ số   | Đội              |      | Đội              | Tỷ số   | Sân        | Ngày                |
| 16 tháng 6 năm 2005 | Hà Tây      | 0-0     | Công Nhân Bia Đỏ | -    | Quảng Ninh       | 2-4     | Cửa Ông    | 19 tháng 7 năm 2005 |
| 17 tháng 6 năm 2005 | Quân khu 3  | 2-1     | Quân khu 3       | -    | Quân khu 4       | 1-2     | Quân khu 4 | 19 tháng 7 năm 2005 |
| 17 tháng 6 năm 2005 | Sân Đắk Lắk | 0-0     | Đắk Lắk          | -    | Quân khu 5       | 0-1     | Quân khu 5 | 19 tháng 7 năm 2005 |
| 17 tháng 6 năm 2005 | Sân Hà Tĩnh | 0-1     | Hà Tĩnh          | -    | Lâm Đồng         | 1-0     | Đà Lạt     | 19 tháng 7 năm 2005 |
| 21 tháng 6 năm 2005 | Quân khu 4  | 3-2     | Quân khu 4       | -    | Quảng Ninh       | 0-2     | Cửa Ông    | 22 tháng 7 năm 2005 |
| 21 tháng 6 năm 2005 | Quân khu 3  | 1-1     | Quân khu 3       | -    | Công Nhân Bia Đỏ | 0-3     | Hà Tây     | 22 tháng 7 năm 2005 |
| 21 tháng 6 năm 2005 | Đắk Lắk     | 3-0     | Đắk Lắk          | -    | Hà Tĩnh          | 1-0     | Hà Tĩnh    | 22 tháng 7 năm 2005 |
| 21 tháng 6 năm 2005 | Quân khu 5  | 2-1     | Quân khu 5       | -    | Lâm Đồng         | 0-0     | Đà Lạt     | 22 tháng 7 năm 2005 |
| 25 tháng 6 năm 2005 | Đà Lạt      | 2-1     | Lâm Đồng         | -    | Đắk Lắk          | 0-1     | Đắk Lắk    | 26 tháng 7 năm 2005 |
| 25 tháng 6 năm 2005 | Quảng Ninh  | 0-1     | Quảng Ninh       | -    | Quân khu 3       | 1-0     | Quân khu 3 | 26 tháng 7 năm 2005 |
| 25 tháng 6 năm 2005 | Quân khu 5  | 3-2     | Quân khu 5       | -    | Hà Tĩnh          | 2-1     | Hà Tĩnh    | 26 tháng 7 năm 2005 |
| 25 tháng 6 năm 2005 | Hà Tây      | 1-1     | Công Nhân Bia Đỏ | -    | Quân khu 4       | 2-3     | Quân khu 4 | 26 tháng 7 năm 2005 |
| 29 tháng 6 năm 2005 | Đắk Lắk     | 1-2     | Đắk Lắk          | -    | Công Nhân Bia Đỏ | 3-0     | Hà Tây     | 29 tháng 7 năm 2005 |
| 29 tháng 6 năm 2005 | Đà Lạt      | 3-0     | Lâm Đồng         | -    | Quảng Ninh       | 3-0     | Cửa Ông    | 30 tháng 7 năm 2005 |
| 29 tháng 6 năm 2005 | Quân khu 4  | 2-1     | Quân khu 4       | -    | Quân khu 5       | 1-2     | Quân khu 5 | 30 tháng 7 năm 2005 |
| 29 tháng 6 năm 2005 | Hà Tĩnh     | 3-1     | Hà Tĩnh          | -    | Quân khu 3       | 0-3     | Quân khu 3 | 30 tháng 7 năm 2005 |
| 3 tháng 7 năm 2005  | Đà Lạt      | 1-0     | Lâm Đồng         | -    | Công Nhân Bia Đỏ | 0-2     | Hà Tây     | 2 tháng 8 năm 2005  |
| 3 tháng 7 năm 2005  | Đắk Lắk     | 2-0     | Đắk Lắk          | -    | Quảng Ninh       | 1-1     | Quảng Ninh | 3 tháng 8 năm 2005  |
| 3 tháng 7 năm 2005  | Quân khu 5  | 1-0     | Quân khu 5       | -    | Quân khu 3       | 2-0     | Quân khu 3 | 3 tháng 8 năm 2005  |
| 3 tháng 7 năm 2005  | Hà Tĩnh     | 3-2     | Hà Tĩnh          | -    | Quân khu 4       | 0-2     | Quân khu 4 | 3 tháng 8 năm 2005  |
| 8 tháng 7 năm 2005  | Quân khu 4  | 2-0     | Quân khu 4       | -    | Đắk Lắk          | 4-2     | Đắk Lắk    | 9 tháng 8 năm 2005  |
| 8 tháng 7 năm 2005  | Hà Tây      | 2-0     | Công Nhân Bia Đỏ | -    | Quân khu 5       | 3-1     | Quân khu 5 | 9 tháng 8 năm 2005  |
| 8 tháng 7 năm 2005  | Quân khu 4  | 1-1     | Quân khu 3       | -    | Lâm Đồng         | 1-3     | Đà Lạt     | 9 tháng 8 năm 2005  |
| 8 tháng 7 năm 2005  | Quảng Ninh  | 2-0     | Quảng Ninh       | -    | Hà Tĩnh          | 1-2     | Hà Tĩnh    | 9 tháng 8 năm 2005  |
| 12 tháng 7 năm 2005 | Quân khu 3  | 3-1     | Quân khu 3       | -    | Đắk Lắk          | 0-3     | Đắk Lắk    | 14 tháng 8 năm 2005 |
| 12 tháng 7 năm 2005 | Quân khu 4  | 2-1     | Quân khu 4       | -    | Lâm Đồng         | 0-2     | Lâm Đồng   | 14 tháng 8 năm 2005 |
| 12 tháng 7 năm 2005 | Hà Tây      | 3-1     | Công Nhân Bia Đỏ | -    | Hà Tĩnh          | 1-3     | Hà Tĩnh    | 14 tháng 8 năm 2005 |
| 12 tháng 7 năm 2005 | Quảng Ninh  | 0-2     | Quảng Ninh       | -    | Quân khu 5       | 2-1     | Quân khu 5 | 14 tháng 8 năm 2005 |

#### Bảng B
| Lượt đi             | Lượt đi        | Lượt đi | Trận                       | Trận | Trận                       | Lượt về | Lượt về        | Lượt về             |
| ------------------- | -------------- | ------- | -------------------------- | ---- | -------------------------- | ------- | -------------- | ------------------- |
| Ngày                | Sân            | Tỷ số   | Đội                        |      | Đội                        | Tỷ số   | Sân            | Ngày                |
| 5 tháng 6 năm 2005  | Sân Bến Tre    | 1-3     | Bến Tre                    | -    | Ngói Đông Tâm Long An      | 0-0     | Sân Long An    | 23 tháng 7 năm 2005 |
| 5 tháng 6 năm 2005  | Sân Kiên Giang | 1-0     | Kiên Giang                 | -    | Vĩnh Long                  | 1-0     | Sân Vĩnh Long  | 23 tháng 7 năm 2005 |
| 5 tháng 6 năm 2005  | Sân Tây Ninh   | 1-0     | Tây Ninh                   | -    | CLB Bóng đá TP Hồ Chí Minh | 0-0     | Sân Thành Long | 23 tháng 7 năm 2005 |
| 5 tháng 6 năm 2005  | Sân Quân khu 7 | 0-1     | Quân khu 7                 | -    | Bình Thuận                 | 2-2     | Sân Bình Thuận | 23 tháng 7 năm 2005 |
| 29 tháng 6 năm 2005 | Sân Vĩnh Long  | 1-0     | Vĩnh Long                  | -    | Bến Tre                    | 0-2     | Sân Bến Tre    | 27 tháng 7 năm 2005 |
| 29 tháng 6 năm 2005 | Sân Kiên Giang | 0-1     | Kiên Giang                 | -    | Ngói Đông Tâm Long An      | 1-1     | Sân Long An    | 27 tháng 7 năm 2005 |
| 29 tháng 6 năm 2005 | Sân Thành Long | 2-1     | CLB Bóng đá TP Hồ Chí Minh | -    | Quân khu 7                 | 2-2     | Sân Quân khu 7 | 27 tháng 7 năm 2005 |
| 29 tháng 6 năm 2005 | Sân Bình Thuận | 1-0     | Bình Thuận                 | -    | Tây Ninh                   | 1-4     | Sân Tây Ninh   | 27 tháng 7 năm 2005 |
| 2 tháng 7 năm 2005  | Sân Long An    | 1-1     | Ngói Đồng Tâm Long An      | -    | Vĩnh Long                  | 2-0     | Sân Vĩnh Long  | 30 tháng 7 năm 2005 |
| 2 tháng 7 năm 2005  | Sân Bến Tre    | 1-0     | Bến Tre                    | -    | Kiên Giang                 | 0-2     | Sân Kiên Giang | 30 tháng 7 năm 2005 |
| 2 tháng 7 năm 2005  | Sân Thành Long | 2-0     | CLB BĐ TP Hồ Chí Minh      | -    | Bình Thuận                 | 0-1     | Sân Bình Thuận | 30 tháng 7 năm 2005 |
| 2 tháng 7 năm 2005  | Sân Tây Ninh   | 2-1     | Tây Ninh                   | -    | Quân khu 7                 | 2-2     | Sân Quân khu 7 | 30 tháng 7 năm 2005 |
| 6 tháng 7 năm 2005  | Sân Bình Thuận | 3-1     | Bình Thuận                 | -    | Ngói Đông Tâm Long An      | 2-2     | Sân Long An    | 3 tháng 8 năm 2005  |
| 6 tháng 7 năm 2005  | Sân Quân khu 7 | 2-1     | Quân khu 7                 | -    | Bến Tre                    | 1-0     | Sân Bến Tre    | 3 tháng 8 năm 2005  |
| 6 tháng 7 năm 2005  | Sân Kiên Giang | 1-1     | Kiên Giang                 | -    | CLB BĐ TP Hồ Chí Minh      | 2-3     | Sân Thành Long | 3 tháng 8 năm 2005  |
| 6 tháng 7 năm 2005  | Sân Vĩnh Long  | 1-1     | Vĩnh Long                  | -    | Tây Ninh                   | 0-4     | Sân Tây Ninh   | 3 tháng 8 năm 2005  |
| 10 tháng 7 năm 2005 | Sân Bến Tre    | 1-0     | Bến Tre                    | -    | Bình Thuận                 | 0-2     | Sân Bình Thuận | 6 tháng 8 năm 2005  |
| 10 tháng 7 năm 2005 | Sân Kiên Giang | 2-2     | Kiên Giang                 | -    | Tây Ninh                   | 1-4     | Sân Tây Ninh   | 6 tháng 8 năm 2005  |
| 10 tháng 7 năm 2005 | Sân Vĩnh Long  | 0-1     | Vĩnh Long                  | -    | CLB BĐ TP Hồ Chí Minh      | 0-2     | Sân Thành Long | 6 tháng 8 năm 2005  |
| 10 tháng 7 năm 2005 | Sân Long An    | 2-1     | Ngói Đồng Tâm Long An      | -    | Quân khu 7                 | 0-1     | Sân Quân khu 7 | 6 tháng 8 năm 2005  |
| 14 tháng 7 năm 2005 | Sân Tây Ninh   | 4-1     | Tây Ninh                   | -    | Ngói Đông Tâm Long An      | 1-0     | Sân Long An    | 10 tháng 8 năm 2005 |
| 14 tháng 7 năm 2005 | Sân Thành Long | 3-1     | CLB BĐ TP Hồ Chí Minh      | -    | Bến Tre                    | 3-2     | Sân Bến Tre    | 10 tháng 8 năm 2005 |
| 14 tháng 7 năm 2005 | Sân Bình Thuận | 4-0     | Bình Thuận                 | -    | Vĩnh Long                  | 0-1     | Sân Vĩnh Long  | 10 tháng 8 năm 2005 |
| 14 tháng 7 năm 2005 | Sân Quân khu 7 | 2-5     | Quân khu 7                 | -    | Kiên Giang                 | 0-1     | Sân Kiên Giang | 10 tháng 8 năm 2005 |
| 17 tháng 7 năm 2005 | Sân Tây Ninh   | 1-1     | Tây Ninh                   | -    | Bến Tre                    | 0-3     | Sân Bến Tre    | 14 tháng 8 năm 2005 |
| 17 tháng 7 năm 2005 | Sân Thành Long | 3-0     | CLB BĐ TP Hồ Chí Minh      | -    | Ngói Đồng Tâm Long An      | 1-4     | Sân Long An    | 14 tháng 8 năm 2005 |
| 17 tháng 7 năm 2005 | Sân Bình thuận | 0-0     | Bình Thuận                 | -    | Kiên Giang                 | 1-3     | Sân Kiên Giang | 14 tháng 8 năm 2005 |
| 17 tháng 7 năm 2005 | Sân Quân khu 7 | 3-1     | Quân khu 7                 | -    | Vĩnh Long                  | 2-0     | Sân Vĩnh Long  | 14 tháng 8 năm 2005 |

## Trận Play Off thăng hạng
| Lâm Đồng                                                                        | 1 – 1 (s.h.p.) | Quân khu 7 |
| ------------------------------------------------------------------------------- | -------------- | --- |
| Nguyễn Thông Thắng (9) 84' · Trịnh Quốc Thanh (14) 69' · Lê Toàn Thắng (12) 11' | Chi tiết       | Ngọc Thảo (7) 72' · Thành Tài (29) 14' · Công Ánh (6) 32' · Ngọc Tuấn (3) 88' · Văn Thái (11) 91' · Ngọc Thảo (7) 93' |

|  |     | Luân lưu 11m |
|  | 8–7 |              |

## Trận chung kết
| Quân khu 5 | 3–0      | Tây Ninh                                                                              |
| --- | -------- | ------------------------------------------------------------------------------------- |
| Đỗ Trung Thành (21) 11' · Nguyễn Đình Quý (12) 20' · Trần Hưng Nguyên (8) 73' · Văn Lưu (2) 32' · Trung Thành (21) 40' · Bảo Trung (7) 59' | Chi tiết | Nhất Nguyên (10) 22' · Văn Hiếu (3) 22' · Triệu Điền (25) 78' · Viễn Đông (4) 55' 75' |

## Tổng kết mùa giải
- Đội vô địch: Quân khu 5
- Đội á quân: Tây Ninh
- Thắng play-off: Lâm Đồng
- Thăng hạng: Quân khu 5, Tây Ninh, Quân khu 4, TP Hồ Chí Minh, Lâm Đồng.